# Saransk
Saransk (rusko: Саранск, IPA: [sɐˈransk]; Mokša: Saranoš; erzjansko: Саран ош) je glavno mesto Republike Mordvinije, Rusija, pa tudi njeno finančno in gospodarsko središče. Leži v porečju Volge na sotočju rek Saranka in Insar, približno 630 kilometrov vzhodno od Moskve. Mesto Saransk je bilo eno izmed mest gostiteljic uradnega turnirja svetovnega pokala FIFA 2018.

## Zgodovina
Ruska trdnjava Atemar, ustanovljena leta 1641, je ime dobila po bližnji mordvinski vasi; v času, ko je trdnjava stala na jugovzhodni meji Ruskega carstva. Trenutno ime Saransk se nanaša na položaj mesta ob reki Saranki. Kmalu po ustanovitvi je mesto postalo pomembno trgovsko središče bližnjih erzjanskih vaščanov. Po 1708 je bil Saransk dodeljen Azovski provinci, pozneje pa Kazanski guberniji. Leta 1780 je naselje dobilo status mesta in je bilo znova preneseno, tokrat v Penzensko gubernijo, ki se je prej imenovala Penza Namestničestvo, a jo je Pavel I. leta 1796 preimenoval v Penzensko gubernijo. 11. oktobra 1797 je bila Penzenska gubernija razdeljena v več gubernij, ena od njih je bila Simbirska gubernija, ki sta jo sestavljala Saranski in Insarski ujezd. Po ukazu Aleksandra I. je bila Penzenska gubernija ponovno vzpostavljena in razdeljena na 10 ujezdov.
Leta 1928 je bil Saransk upravno središče novoustanovljene Mordvinske oblati, ki je leta 1930 postala Mordvinska avtonomna oblast. Leta 1941 je bil Saransk blizu fronte v bitki za Moskvo, vendar ga Wehrmacht ni nikoli dosegel. Sovjetski načrtovalci so v 60. in 70. letih dvajsetega stoletja rekonstruirali staro mestno jedro in dodali široke ulice ter načrtovali gradnjo masivnih stanovanjskih površin.

## Uprava
Saransk je glavno mesto republike . V okviru upravne delitve je skupaj s tremi delovnimi naselji (Luhovka, Nikolajevka in Jalga) in trinajstimi podeželjskimi kraji vključen kot mesto republiškega pomena republike Saransk, ki ima pomen, ki je enak statusu okrožja. Kot občina je mesto Saransk del Saranskega mestnega okrožja.

## Podnebje
Saransk ima razmeroma hladno različico vlažnega celinskega podnebja  s toplimi, a ne vročimi poletji in hladnimi zimami, ki povprečno trajajo pet mesecev v letu. Prehodna obdobja so izjemno kratka, le april in oktober sta med 0 ° C in 10 ° C v srednjih temperaturah.

## Industrija
Industrijska dejavnost v Saransku vključuje proizvodnjo električnih kablov, kemično proizvodnjo, proizvodnjo tekstila, predelavo hrane, strojegradnjo in metalurgijo. Mesto ima dve termoelektrarni. Mesto ima slaščičarno Lamzur.
Med najpomembnejša industrijska podjetja spadajo električna tovarna Lisma, ki zaposluje skoraj 12.000 ljudi; farmacevtski obrat Biohimik; Rezinotehnika, proizvajalec izdelkov iz gume; proizvajalec kablov Saranskkabel in Elektrovyprjamitel, ki izdeluje elektronske komponente in v majhnem obsegu televizijske sprejemnike.

## Demografija
Saransk je daleč največje mesto v Mordviniji in predstavlja 34,3 % celotnega prebivalstva republike (po popisu 2002). Etnični Rusi tvorijo večino prebivalstva (približno 85 %), ruščina pa je, kot eden od obeh tudi uradnih mordvinskih jezikov, skupni jezik komunikacije v mestu. Tako kot v mnogih prestolnicah oblasti v Rusiji se je tudi po razpadu Sovjetske zveze prebivalstvo Saranska zmanjšalo, predvsem zaradi gospodarske migracije v večja mesta, ki so bila še posebej privlačna zaradi zmanjšanja ali neposrednega propada številnih manjših, regionalnih, industrijskih podjetij. Število prebivalstva se je začelo ponovno povečevati leta 2009. Prebivalstvo: 297.415 (Popis 2010); 304.866 (Popis 2002); 312.128 (Popis leta 1989).

## Kultura in religija
Narodni muzej je eden najstarejših muzejev v Mordviniji, ustanovljen leta 1918 na pobudo predstavnikov lokalne inteligence. Njegove zbirke so razdeljene v več področij.
Muzej mordvinske kulture ima zbirko nameščeno v palači iz 19. stoletja, ki je spomenik urbane arhitekture. Do revolucije leta 1917 je ta hiša pripadala trgovcu K. H. Barablinu.
Mordvinski muzej vizualnih umetnosti ima zbirko del ruskih umetnikov Stepana Erzje in Fedota Sičkova.
V mestu je Mordvinska državna univerza (ustanovljena leta 1957), kot tudi več tehničnih šol.
Saransk ima tri pravoslavne cerkve in tudi majhno luteransko cerkev (finska luteranska cerkev), ki so jo odprli leta 2005. Obstajajo tudi tri mošeje. 
Glavna stolnica v Saransku je stolnica sv. Fjodora Ušakova, katere gradnja je bila končana leta 2006. Je v slogu empir, posvetil jo je moskovski patriarh in vse Rusije, Aleksij II. Cerkvena zgradba s 60-metrsko kupolo je zasnovana za tri tisoč vernikov.
Cerkev sv. Janeza je najstarejši ohranjen arhitekturni objekt na mordvinskem območju in je bil v 1960-ih razglašen za arhitekturni spomenik. Cerkev je bila zgrajena konec 17. stoletja, 200 let pozneje pa je bil dodan zvonik. Od leta 1944 je bila edina v republiki.
Državno glasbeno gledališče Jaušev v Saransku je leta 1932 ustanovila Moskovska akademija Mali Teater. Sprva je gledališče izvajalo rusko klasiko, prevedeno v mordvinska jezika, pozneje pa so za oder začeli prilagajati dramska dela nacionalnih avtorjev.
Saransk ima več gledališč, med njimi:
- Državno rusko dramsko gledališče, odprto 25. avgusta 1932 in sprva imenovano Mordvinsko narodno gledališče
- Gledališče Opera in balet, odprto 9. septembra 2011
- Državno lutkovno gledališče Republike Mordvinije
- Nacionalno dramsko gledališče Mordvinije, ki ga je leta 1932 odprla Moskovska akademija Mali Teater

## Znamenitosti in arhitektura
V mestu je veliko stavb, ki so ostale iz 17. in 18. stoletja, vendar v mnogih delih mesta prevladujejo stanovanjski bloki sovjetske dobe, predvsem iz 1960-ih, podobno kot v drugih mestih oblasti, ki so se zaradi hitre industrializacije hitro razširila. Te stavbe se bližajo koncu življenjske dobe in jih bo treba resno popraviti ter v mnogih primerih zamenjati. Industrijska podjetja so večinoma severno od središča mesta. Vzhodni del Saranska, ki je vzhodno od reke Insar, je Posop. Zanimiva podrobnost je vojaška baza iz sovjetske dobe, ki pripada ruskemu ministrstvu za notranje zadeve, stoji ob železniški progi in je služila v času, ko je bil Saransk dejansko zaprto mesto. 
Saranski televizijski razgledni stolp je 180 m visok vodni cevasti jambor, zgrajen leta 1961 za distribucijo VHF in televizijskih programov. Opremljen je na dveh nivojih, vsak s štirimi križnimi členi, opremljen z modno pentljo, ki vodijo s teleskopskega teleskopa do vrvi tipa in nosijo tudi antene.
Kot v vsakem drugem mestu ima tudi Saransk veliko spomenikov. Nekateri so:
- Spomenik sv. Cirilu in Metodu
- Spomenik moskovskemu patriarhu Nikonu
- Spomenik atamanu Jemeljanu Pugačevu
- Spomenik večne slave
- Spomenik Puškinu
- Spomenik pesniku Poležajevu
- Spomenik herojem astronavtom
- Spomenik letala
- Družinski spomenik

Družinski spomenik je eden najpomembnejših spomenikov v Saransku. Leži v središču mesta, v bližini stolnice sv. Fjodora Ušakova, na križišču Sovjetske in Demokratske ulice. Otvorili so ga leta 2008, ko je bilo v Rusiji razglašeno  leto družine. Avtor spomenika je kipar Nikolaj Filatov. Ta spomenik je simbol absolutnih družinskih vrednot, resnični temelj družbe. Skulptura prikazuje družino v naravni velikosti; mož z majhnim otrokom na ramenih, noseča žena, mati otrok in še dva otroka, ki se držita staršev.

## Mednarodne povezave
Saransk je pobraten z naslednjimi mesti:
- Botevgrad, Bolgarija
- Gorzów Wielkopolski, Poljska
- Sieradz, Poljska
- Kalinkaviči, Belorusija